# Baxoi
| Tibetische Bezeichnung                        |
| --------------------------------------------- |
| Tibetische Schrift: དཔའ་ཤོད་རྫོང་                |
| Wylie-Transliteration: dpa’ shod rdzong       |
| Offizielle Transkription der VRCh: Baxoi      |
| THDL-Transkription: Pashö                     |
| Andere Schreibweisen: Pashod, Pashöd, Pashoed |
| Chinesische Bezeichnung                       |
| Vereinfacht: 八宿县                           |
| Pinyin:Bāsù Xiàn                              |

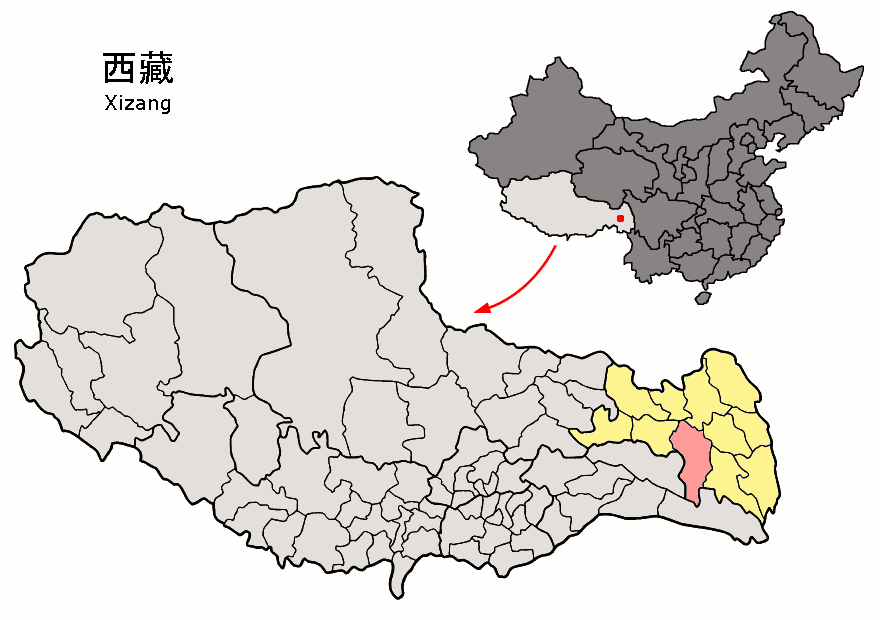
Lage des Kreises Baxoi (rosa) in Qamdo

Baxoi (Pashö) ist ein Kreis der Stadt Qamdo im Osten des Autonomen Gebiets Tibet in der Volksrepublik China. Die Fläche beträgt 12.345 Quadratkilometer und die Einwohnerzahl 43.538 (Stand: Zensus 2020). 1999 zählte Baxoi 35.273 Einwohner. Hauptort ist die Großgemeinde Baima (白玛镇). Der Kreis liegt am Oberlauf des Nu Jiang (Saluen).

## Administrative Gliederung
Auf Gemeindeebene setzt sich der Kreis aus vier Großgemeinden und zehn Gemeinden zusammen. Diese sind:
- Großgemeinde Baima 白玛镇
- Großgemeinde Rewu 然乌镇
- Großgemeinde Bangda 帮达镇
- Großgemeinde Tongka 同卡镇
- Gemeinde Lingka 林卡乡
- Gemeinde Gyari 夏里乡
- Gemeinde Yongba 拥巴乡
- Gemeinde Wa 瓦乡
- Gemeinde Jida, (Baxoi) 吉达乡
- Gemeinde Kawabaiqing 卡瓦白庆乡
- Gemeinde Jizhomg 吉中乡
- Gemeinde Yiqing 益庆乡
- Gemeinde Lage 拉根乡
- Gemeinde Guoqing 郭庆乡